# NGC 3304
NGC 3304 este o galaxie LINER situată în constelația Leul Mic. A fost descoperită în 17 martie 1787 de către William Herschel. Se află la o distanță de 99,63 de megaparseci de Pământ.